# Galenara phyararia
Galenara phyararia är en fjärilsart som beskrevs av Dyar 1927. Galenara phyararia ingår i släktet Galenara och familjen mätare. Inga underarter finns listade i Catalogue of Life.